# Metro 2033 (spel)
Metro 2033 är ett survival horror-First-person shooter-spel som är baserat på romanen Metro 2033: den sista tillflykten skriven av den ryska journalisten och författaren Dmitrij Gluchovskij. Spelet är utvecklat av 4A Games i Ukraina och släpptes i mars 2010 för Microsoft Windows och Xbox 360. Huvudpersonens namn är Artyom. Metro 2033 är första spelet i en spelserie som utspelar sig i ett post apokalyptiskt Moskva och dess tunnelbana. 